# Veľké Leváre
Veľké Leváre (în germană Großschützen, în maghiară Nagylévárd) este o comună din Slovacia, aflată în districtul Malacky din regiunea Bratislava, pe malul râului Rudava⁠(d). Localitatea se află la altitudinea de 170 m deasupra n.m., se întinde pe o suprafață de 26,45 km2 și în 2017 număra 3.581 de locuitori.

## Istoric
Localitatea este atestată documentar din 1378 sub numele de Noglew.

## Demografie
| An:                | 1994 | 2004    | 2014   | 2024   |
| ------------------ | ---- | ------- | ------ | ------ |
| Număr de persoane: | 3228 | 3554    | 3576   | 3762   |
| Diferență:         |      | +10,09% | +0,61% | +5,20% |

| An:                | 2023 | 2024   |
| ------------------ | ---- | ------ |
| Număr de persoane: | 3751 | 3762   |
| Diferență:         |      | +0,29% |

## Muzee
- Habánske múzeum, muzeul habanilor